# Sherlock Holmes
Sherlock Holmes (wym. ˈʃɜrlɒk ˈhoʊmz) – postać fikcyjna, bohater powieści i opowiadań kryminalnych sir Arthura Conana Doyle’a.
Holmes po raz pierwszy pojawił się w powieści Studium w szkarłacie, wydanej w 1887 roku. Łącznie Conan Doyle napisał 4 powieści (Studium w szkarłacie, Pies Baskerville’ów, Znak czterech, Dolina trwogi) i 56 opowiadań o Holmesie.

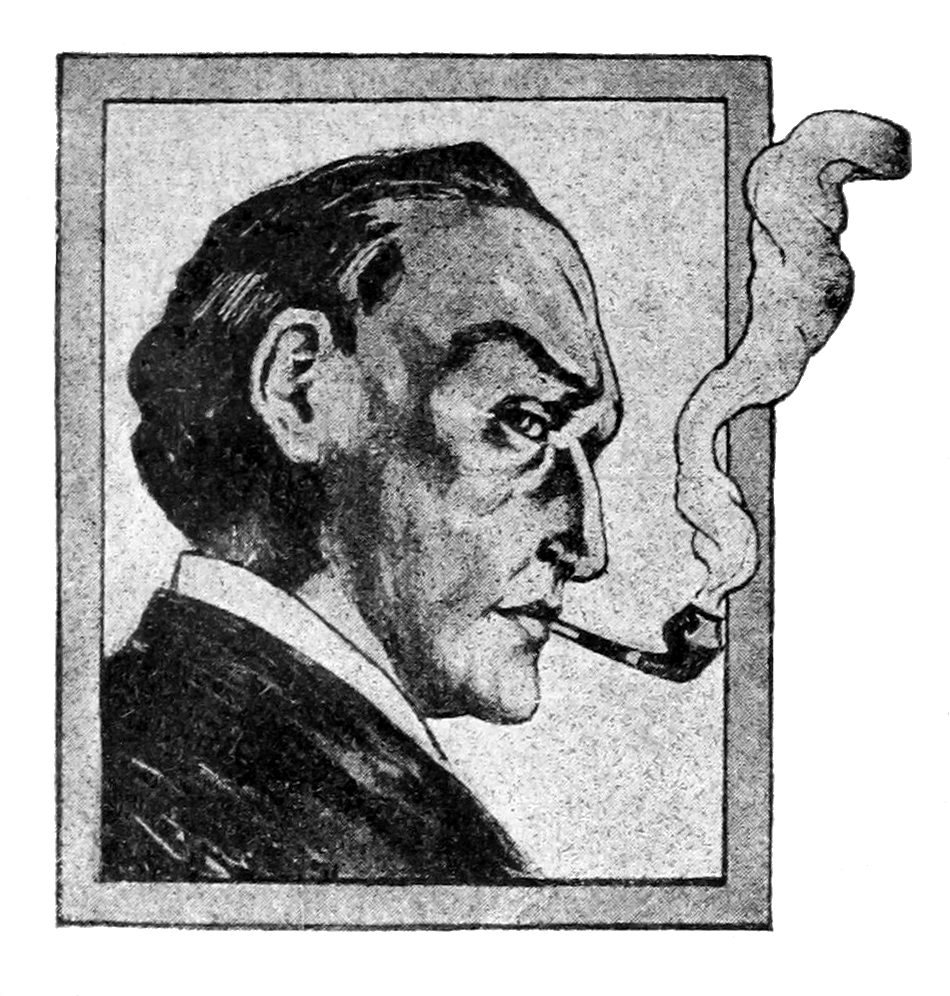
Sherlock Holmes ze swoją nieodłączną fajką.

Conan Doyle, znużony tworzeniem kolejnych opowiadań, w 1893 roku uśmiercił postać Sherlocka w utworze Ostatnia zagadka. Holmes zginął w walce ze swym największym wrogiem, geniuszem zbrodni, profesorem Moriartym, gdy razem spadli do alpejskiego wodospadu Reichenbach. Jednak czytelnicy brytyjscy tak przywiązali się do genialnego Holmesa, że po „uśmierceniu” ich bohatera nosili czarne przepaski na znak żałoby. Protesty czytelników spowodowały, że detektyw pojawił się znów (sfingował swoją śmierć) w opowiadaniu Pusty dom (The Empty House) wydanym w roku 1903. Zachowanie fanów Holmesa uznawane jest za pierwszy przejaw fandomu.
Według własnej oceny Conana Doyle’a najlepszą z przygód detektywa była Nakrapiana przepaska.
Pierwszym ilustratorem powieści Studium w szkarłacie opublikowanej w brytyjskim czasopiśmie Beeton’s Christmas Annual z 27 grudnia 1887 był David Henry Friston. Jednak najbardziej znanym ilustratorem, który odcisnął swoje piętno na postaci Holmsa był Sidney Paget, który zilustrował Przygody Sherlocka Holmesa, dwanaście krótkich opowiadań, które ukazywały się od lipca 1891 do grudnia 1892 w The Strand Magazine.

## Charakterystyka postaci

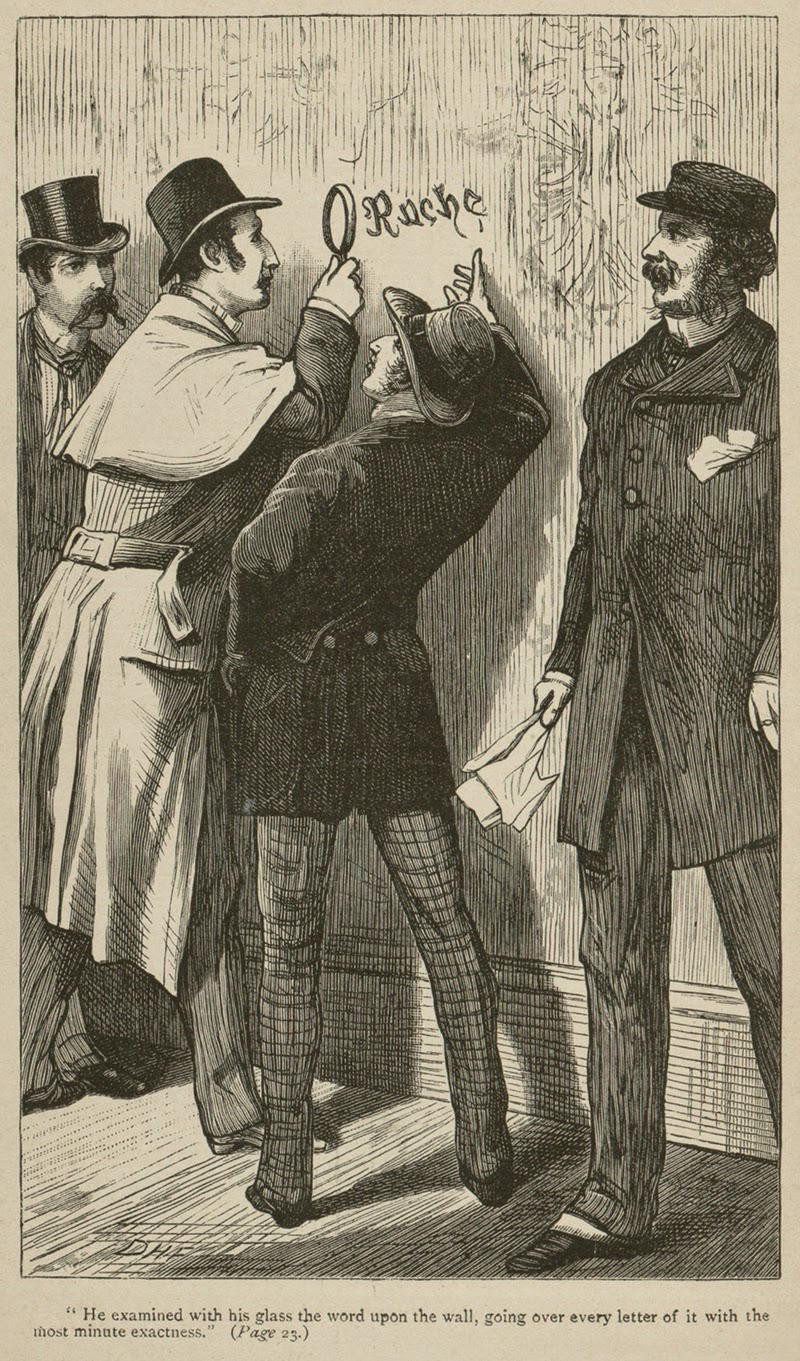
od lewej: Dr Watson, Holmes, Lestrade i Gregson; oryg. ilustr. Studium w szkarłacie autorstwa Fristona w Beeton’s Christmas Annual, 1887

Urodził się około 1854 roku. O jego sprawach rodzinnych wiadomo mało, gdyż rzadko o nich mówił. Holmes był genialnym detektywem, wykorzystującym do rozwiązywania zagadek kryminalnych metody, jak sam autor określał, dedukcji. W rzeczywistości używaną metodą było rozumowanie abdukcyjne. Swoje śledztwa opierał na umiejętności obserwacji i znajomości psychologii, chemii, balistyki, matematyki, a także dużej wiedzy na temat wielu kultur i religii. Kierował się także intuicją. Był utalentowanym skrzypkiem i bokserem. Zwykle był opanowany, rzadko ujawniał uczucia, na wieść o zaręczynach Watsona zareagował: Miłość to kwestia emocjonalna, a wszystko co emocjonalne, jest przeciwieństwem chłodnego rozsądku, który cenię nade wszystko. Sam nigdy się nie ożenię, chyba że coś zmieni moje zdanie (Znak czterech). Nałogowo palił tytoń, czasem, mimo przestróg przyjaciela, zażywał kokainę i morfinę, twierdząc, że rozjaśniają umysł. Rzadko decydował się na oderwanie od pracy, urlop spędzał głównie na rozwiązywaniu zagadek (Układanka z Reigate, Diabelska noga).

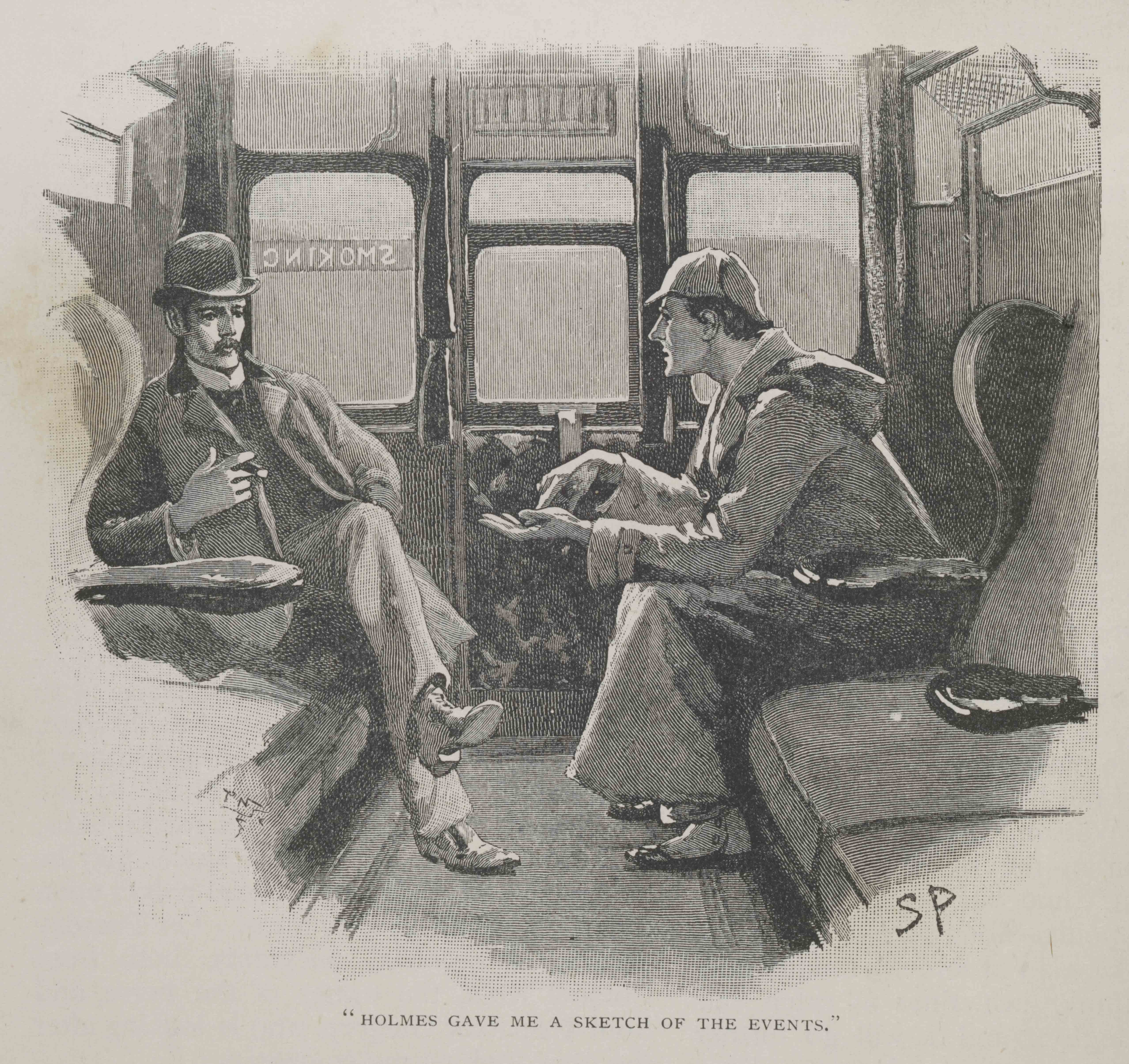
Sherlock Holmes i doktor Watson na ilustracji Sidneya Pageta z 1892

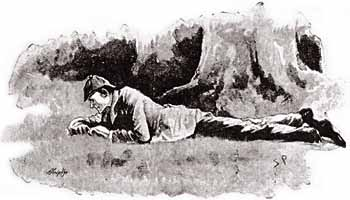
Sherlock Holmes szukający śladów na miejscu zbrodni.

Holmes już w czasie studiów doskonalił swoją technikę dedukcyjną, prowadząc niekiedy dochodzenia w sprawach kryminalnych. Znane są dwie z nich: Gloria Scott i Rytuał Musgrave’ów. Potem zamieszkał razem z doktorem Johnem H. Watsonem, który był jego jedynym przyjacielem i śledził oraz zapisywał wydarzenia z kariery zawodowej Holmesa. Sherlock rozwiązał dziesiątki zwykle bardzo zawiłych i tajemniczych zagadek kryminalnych, nierzadko związanych z wysoko postawionymi osobami z całej Europy. Pierwszą ze spraw z udziałem Watsona było Studium w szkarłacie dziejące się około 1880 r.. Przyjaciele mieszkali przy ulicy Baker Street 221b, a ich gospodynią była pani Hudson. Później, w wyniku sprawy Znak czterech w 1888 r., Watson ożenił się, założył praktykę lekarską i wyprowadził się ze wspólnego lokalu. Po roku 1903 Holmes stracił kontakt z Watsonem, zamieszkał na niewielkiej farmie w nadmorskiej miejscowości i poświęcił się pszczelarstwu. W 1907 rozwiązał sprawę Lwiej grzywy. Ostatnią znaną sprawą był Jego ostatni ukłon w 1914 r. Najpóźniejszą wzmianką o Holmesie jest Przypadek szalonego profesora z 1923 r. Ostatnią opublikowaną przygodą są Psy się nie mylą (1927), jednak akcja dzieje się dużo wcześniej.

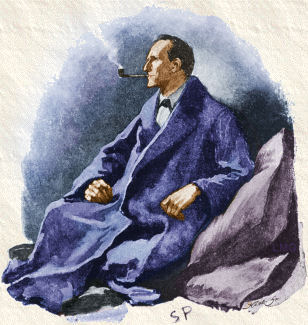
Sherlock Holmes w skupieniu analizujący sprawę.

Detektyw utrzymywał siatkę płatnych informatorów złożoną głównie z dzieci i byłych przestępców. Często działał w przebraniu – np. jako włóczęga (Znak czterech, Diadem z berylami), pastor, koniuszy (Skandal w Bohemii), hydraulik (Król szantażu), dama (Klejnot Mazarina), kapitan statku (Harpun Czarnego Piotra), stary antykwariusz (Pusty dom), palacz opium (Człowiek z wywiniętą wargą). Czasem powierzał Watsonowi zdobywanie informacji, zaś sam obserwował wszystko z ukrycia, interweniując w razie potrzeby (Zniknięcie Lady Frances Carfax, Pies Baskerville’ów). W walce z przestępcami stosował też siłę fizyczną (Samotna cyklistka, Traktat Morski) i podstęp (Umierający detektyw). Lekceważył obowiązujące przepisy, gdy były sprzeczne z jego poczuciem sprawiedliwości (Król szantażu, Plany Bruce-Partington, Znamienity klient, Przygoda w Copper Beeches, Abbey Grange). Czasem popełniał błędy (Żółta twarz), bądź spóźniał się z rozwiązaniem zagadki (Tańczące sylwetki, Pięć pestek pomarańczy), rozwiązanie mogło też nastąpić samoistnie (Urzędnik maklera, Przygoda w Copper Beeches).

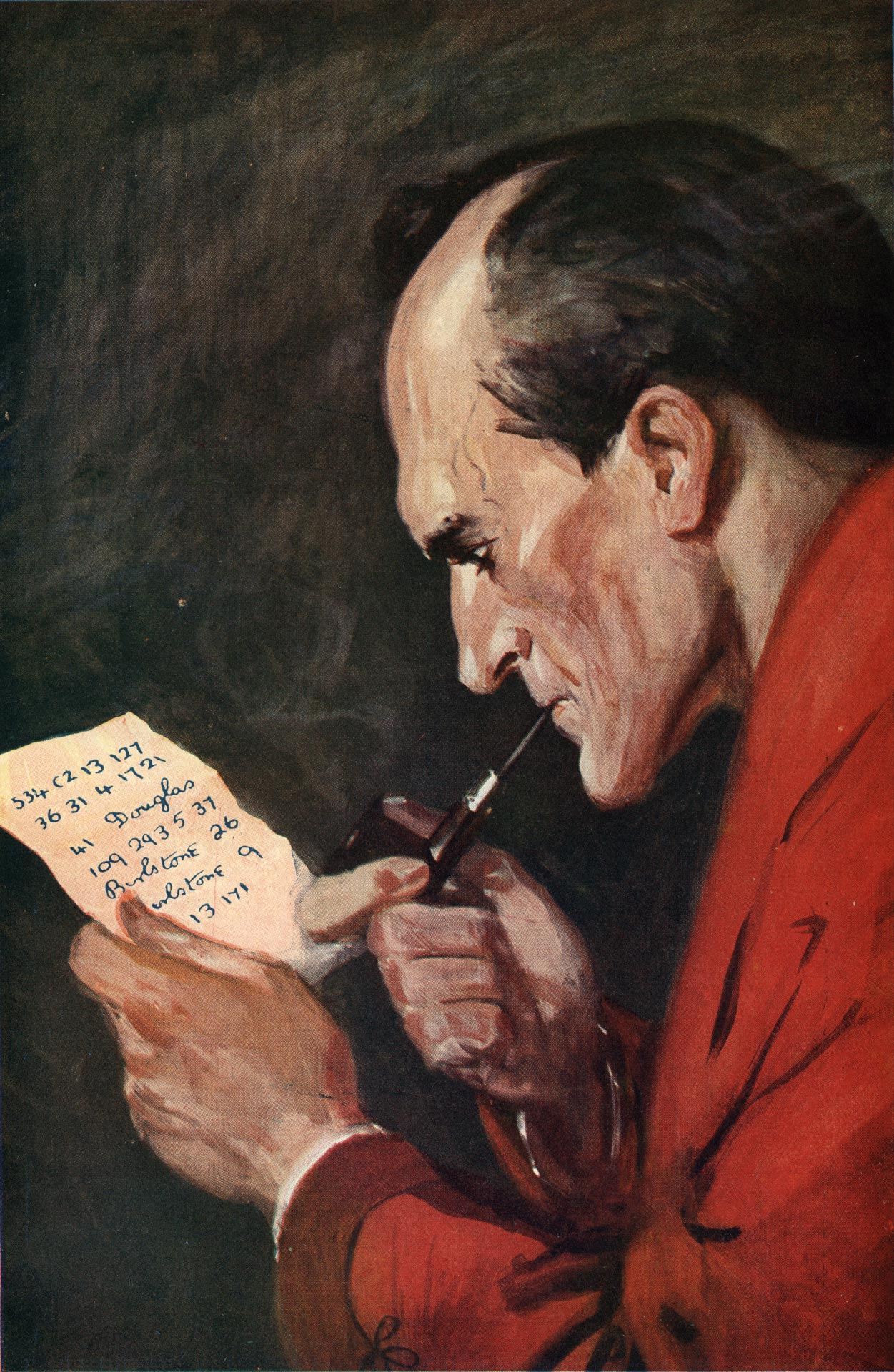
Sherlock Holmes w wieku starszym.

Sukces Holmesa może być połowiczny, gdyż sprawcy pozostają nieuchwytni (Grecki tłumacz,
Kciuk inżyniera, Stały pacjent), mimo rozwiązania zagadki pozostaje problem (Diadem z berylami, Zniknięcie młodego lorda, Sprawa tożsamości). Czasem brak zagadki, gdyż sprawca jest znany (Charles Augustus Milverton, Znamienity klient) lub zagadka jest pozbawiona cech przestępstwa (Nobliwy kawaler, Lwia grzywa, Żółta twarz, Żołnierz o bladym obliczu, Zaginiony sportowiec, Człowiek z wywiniętą wargą), bądź popełniono inne przestępstwo, niż się wydawało (Srebrny Płomień, Psy się nie mylą, Wampir z Susseksu, Zabójstwo przy moście, Przedsiębiorca budowlany z Norwood).
Jego starszy brat Mycroft Holmes posiadał większe zdolności, lecz nie korzystał z nich tak często, jak Sherlock. Mycroft – o siedem lat starszy od niego – pracował na odpowiedzialnym stanowisku dla rządu królowej Wiktorii. Funkcjonował w stylu podobnym do sposobu pracy dzisiejszego komputera osobistego zaawansowanej generacji: przekazywano mu wszelkie informacje ze wszystkich departamentów, a tylko on w razie potrzeby potrafił od razu przytoczyć je z pamięci, a także pokazać ich wzajemny wpływ na siebie.

## Holmes w kulturze

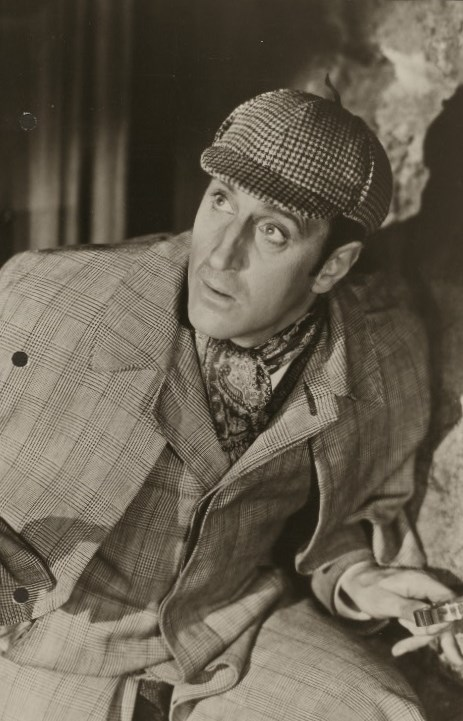
Basil Rathbone jako Sherlock Holmes.

Sherlock Holmes jest także bohaterem wielu filmów, spektakli teatralnych i gier komputerowych, niekoniecznie będących ekranizacjami utworów Conana Doyle’a. Występował również w literaturze brukowej i komiksach. Charakterystyczna szczupła sylwetka, pociągła twarz z orlim nosem, paciorkowate, niebieskie oczy, kraciasty płaszcz, czapka typu deerstalker (ang. czapka łowców jeleni) i nieodłączna fajka czynią postać Holmesa łatwo rozpoznawalną na całym świecie. Taki wygląd Sherlock Holmes zawdzięcza ilustratorowi  opowiadań (Sidney Paget), a nie ich autorowi. Można uznać, że postać ta stała się swoistą ikoną popkultury.
W 13 odcinku 7 sezonu serialu Dr House w prawie jazdy House’a jako adres podany jest 221 Baker Street, apt. B, Princeton. Sam doktor House jest częściowo wzorowany na postaci Sherlocka Holmesa. Głównym wątkiem w serialu nie było jedynie leczenie, a rozwiązywanie zagadek z nim związanych.
Sherlock Holmes jest także bohaterem serii gier komputerowych produkowanych przez Frogwares od 2002 roku (między innymi: Sherlock Holmes kontra Kuba Rozpruwacz, Testament Sherlocka Holmesa, Sherlock Holmes: Zbrodnia i kara, Sherlock Holmes: Córa diabła) i produkcji innych firm np. The Lost Files of Sherlock Holmes.
Muzea Sherlocka Holmesa znajdują się przy Baker Street w Londynie oraz szwajcarskich miejscowościach Meiringen i Lucens.

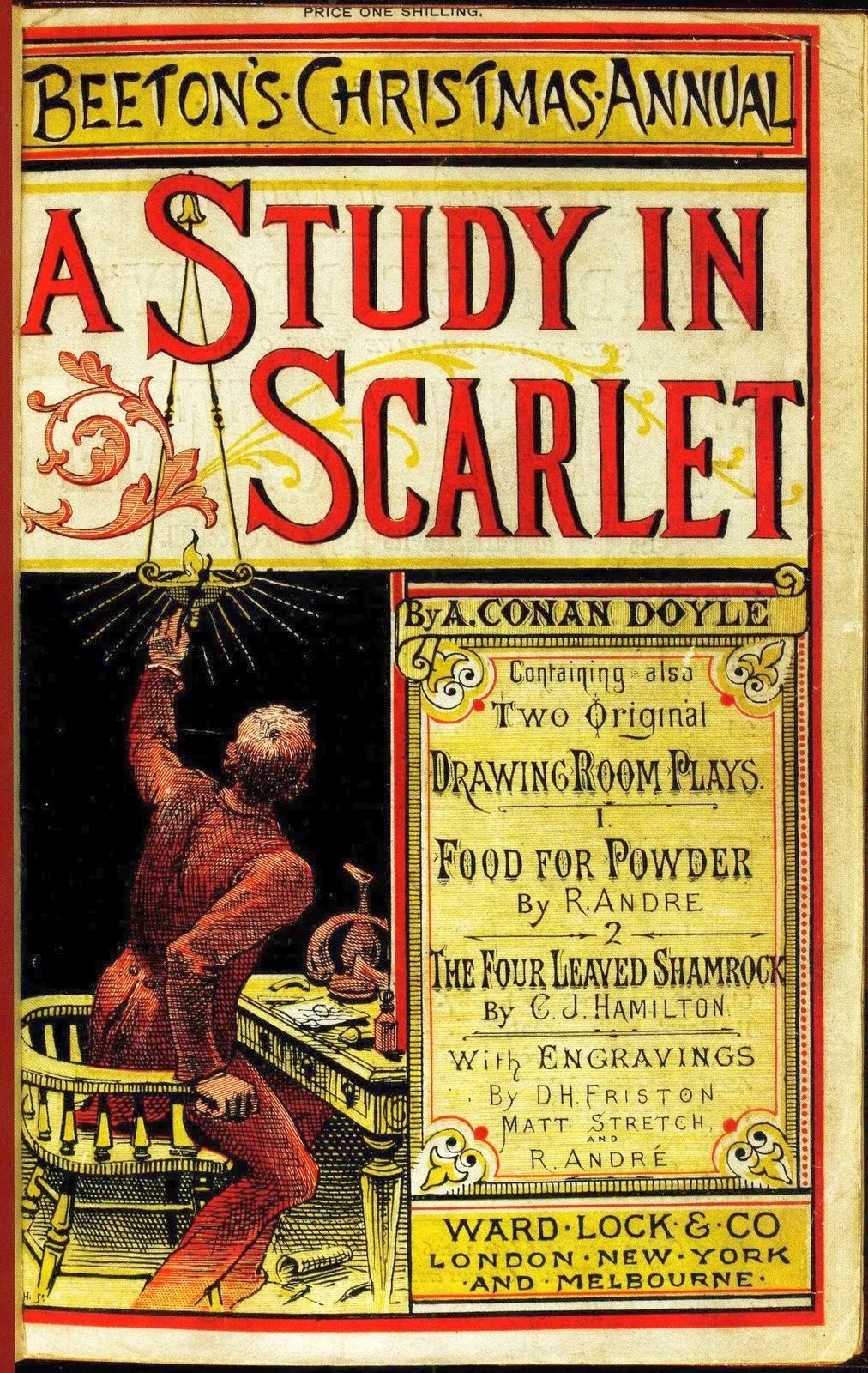
Okładka czasopisma Beeton’s Christmas Annual z 27 grudnia 1887 ze Studium w szkarłacie.

## Powieści i opowiadania o Holmesie
- Studium w szkarłacie (1887) – powieść
- Znak czterech (1890) – powieść
- Przygody Sherlocka Holmesa (1892) – zbiór opowiadań
- Wspomnienia Sherlocka Holmesa (wydane także jako Dzienniki Sherlocka Holmesa) (1893) – zbiór opowiadań
- Pies Baskerville’ów (1902) – powieść
- Powrót Sherlocka Holmesa (1905) – zbiór opowiadań
- Dolina trwogi (w innym przekładzie jako Dolina strachu) (1915) – powieść
- Jego ostatni ukłon (w innym przekładzie jako Pożegnalny ukłon) (1917) – zbiór opowiadań
- Księga przypadków Sherlocka Holmesa (w innym przekładzie jako Sprawy Sherlocka Holmesa) (1927) – zbiór opowiadań